# 大阪府立渋谷高等学校
大阪府立渋谷高等学校（おおさかふりつしぶたにこうとうがっこう）は、大阪府池田市にある公立の高等学校。

## 概要
1917年に創立した手芸女学校を前身とする。かつては池田市立だったが、1975年に池田市から移管されて大阪府立高校となった。
全日制普通科の教育課程を設置している。2年次以降、文系・看護医療系(文理系)・理系・＋Ｓ系の4コースに分かれて学習する。また英語科や数学科での少人数展開授業での基礎学力の定着や、地域との連携・交流などにも力を入れている。
2018年3月31日をもって閉校した大阪府立池田北高等学校の関連物品等を保存する池田北高等学校記念室が本校に設置されている。

## 沿革

### 旧制学校
1914年に当時の豊能郡池田町と周辺の村が学校組合を作り、手芸女学校を設置する構想が持ち上がった。しかし学校組合は実現せず、池田町が単独で運営する形で、1917年4月17日に池田町立手芸女学校が開校した。
開校当初は池田町室町1064番地豊能郡池田第二尋常小学校（1919年池田尋常高等小学校）内に併設され、校長も小学校校長が兼任していた。本科3年、補習科1年の課程を置いた。
1924年11月16日には池田尋常高等小学校とともに、池田町字三笠552番地（現在の池田市大和町）に移転し、同時に豊能郡池田技芸女学校に改称した。引き続き池田小学校と敷地を共有した。
1936年には火災で校舎を焼失した。これに伴い池田小学校分校（現池田市役所敷地）に移転し、池田幼稚園および池田小学校高等科と敷地を共有した。
1941年には公立青年学校大阪府池田市立池田技芸女学校と称した。修業年限は本科4年、専攻科1年だった。1942年3月には近隣の細河実科女学校・北豊島実科女学校を統合した。
池田市や学校関係者は1940年代、当時の志願者増などの背景を受けて高等女学校への昇格を希望した。しかし折しも太平洋戦争中だったため、政府の方針によって昇格は認められず、商業学校へと改編されることになった。1944年4月1日付で4年制の池田市立女子商業学校へと改編された。
終戦後の1946年4月1日付で、商業学校を転換する形で、5年制の池田市立高等女学校へと改編された。

### 渋谷高等学校
学制改革により、1947年に新制中学校制度が発足し、旧制高等女学校2・3年の生徒は併設の新制中学校に移行する形になった。
また同時期、占領軍は新制高等学校について、都道府県立を主として規模は1000人～1500人規模とすることが望ましいとする見解を出した。大阪府下の他市では市立の旧制中等学校が新制高校に改編されないまま廃校になった例も複数あったが、池田市では市民や当時の市長が池田市立高等女学校の存続を訴え、同校は新制高等学校へ改編されることになった。
1948年には学制改革により新制の池田市立高等学校が発足し、池田市上渋谷町210番地（現在の五月丘4丁目）に移転した。旧ダイハツ寮跡地にあたる上渋谷町の校舎では池田市立渋谷中学校と校舎・敷地を共有した。
1949年度新入生より男女共学となり、また1950年には池田市立渋谷高等学校へと改称している。
中学校との校舎共有を解消するため、1963年3月には池田市才田町486番地（現在の池田市緑丘2-5-12）に独立校舎の建設工事を開始した。建設開始とほぼ同時期の1963年3月、従来の校舎で火災が発生し、12教室焼失の被害を受けている。そのため1963年4月より池田市立池田小学校内に分校を設置し、1年生7クラスを分校に収容した。
1963年11月27日には独立校舎が完成し、緑丘に移転している。
池田市は1972年、渋谷高等学校の府立移管方針を決定した。その際に「渋谷」の校名維持を求めた。
1975年4月1日付で大阪府に移管し、大阪府立渋谷高等学校となった。移管と同時に現在地に移転している。

### 年表
- 1917年4月17日 - 池田町立手芸女学校として開校。室町（池田小学校内）に校舎を置く。
- 1924年11月16日 - 池田町字三笠（現在の池田市大和町）に移転。池田技芸女学校に改称。
- 1944年4月1日 - 池田市立女子商業学校に改称。
- 1946年4月1日 - 池田市立高等女学校に改称。
- 1948年4月1日 - 学制改革により池田市立高等学校となる。池田市立渋谷中学校を併設。
- 1948年4月7日  - 池田市上渋谷町に移転。
- 1950年4月1日 - 池田市立渋谷高等学校と改称。
- 1963年11月17日 - 池田市緑丘に移転。
- 1972年 - 府立移管が池田市議会で承認される。
- 1974年9月30日 - 現在地での校舎新築工事が始まる。
- 1975年3月25日 - 府立移管式典を実施。
- 1975年4月1日 - 大阪府に移管。大阪府立渋谷高等学校として現在地に移転。

## クラブ活動
1990年夏（第72回）に甲子園に出場している。大阪府の公立高校の甲子園大会出場は、1982年（第64回）の大阪府立春日丘高等学校以来8年ぶりであった。

## 著名な出身者
- 柏木宏之 - MBS毎日放送アナウンサー
- 長江健次 - タレント
- 島村由花 - コラムニスト・エッセイスト
- 吉川由里 - プロスノーボーダー
- ユウキロック - 漫才コンビ「ハリガネロック」
- 中村紀洋 - 元プロ野球選手。1990年夏の甲子園大会に出場。
- 大鳥れい - 元宝塚歌劇団花組トップ娘役
- 中西らつ子 - イラストレーター
- 月亭天使 - 上方噺家
- 上山直之 - ラグビー選手
- 平野聡 - ラジオパーソナリティ（FM802、FM愛知、α-station）
- けーすけ（エスポワールトライブ）-YouTuber
- 菅生新樹 - 俳優
- NAOKO(HANA) - ガールズグループ

## 交通
- 阪急宝塚線石橋阪大前駅または池田駅から阪急バス池田市内線、「石澄（渋谷高校前）」バス停下車後すぐ。
- 大阪モノレール・北大阪急行の千里中央駅から阪急バス箕面中央線乗車、「石澄（渋谷高校前）」バス停下車後すぐ。